# Péter Pál Kiss
Péter Pál Kiss (6 de mayo de 2003) es un deportista húngaro que compite en piragüismo adaptado. Ganó dos medallas en los Juegos Paralímpicos de Verano, oro en Tokio 2020 y oro en París 2024.

## Palmarés internacional
| Juegos Paralímpicos | Juegos Paralímpicos | Juegos Paralímpicos | Juegos Paralímpicos |
| Año                 | Lugar               | Medalla             | Prueba              |
| ------------------- | ------------------- | ------------------- | ------------------- |
| 2020                | Tokio (Japón)       | Medalla de oro      | KL1                 |
| 2024                | París (Francia)     | Medalla de oro      | KL1                 |